# Lycée Hoche
Pour les articles homonymes, voir Hoche.
Le lycée Hoche est un établissement public français d'enseignement secondaire et supérieur, situé au 73, avenue de Saint-Cloud dans le quartier Notre-Dame à Versailles, dans les Yvelines. Lycée napoléonien créé en 1803, il a été nommé lycée Hoche en 1888 en hommage à Lazare Hoche, général français né à Versailles. La chapelle est classée monument historique depuis 1926, le reste des bâtiments conventuels est inscrit monument historique depuis 1969. La proviseure actuelle est Barbara Chappe.
Il est réputé pour ses excellents résultats au baccalauréat et aux concours d'entrée aux grandes écoles, plus particulièrement scientifiques (Écoles normales supérieures, Polytechnique, Mines de Paris, CentraleSupélec, École des Ponts) et commerciales (HEC Paris).

## Histoire du lycée Hoche

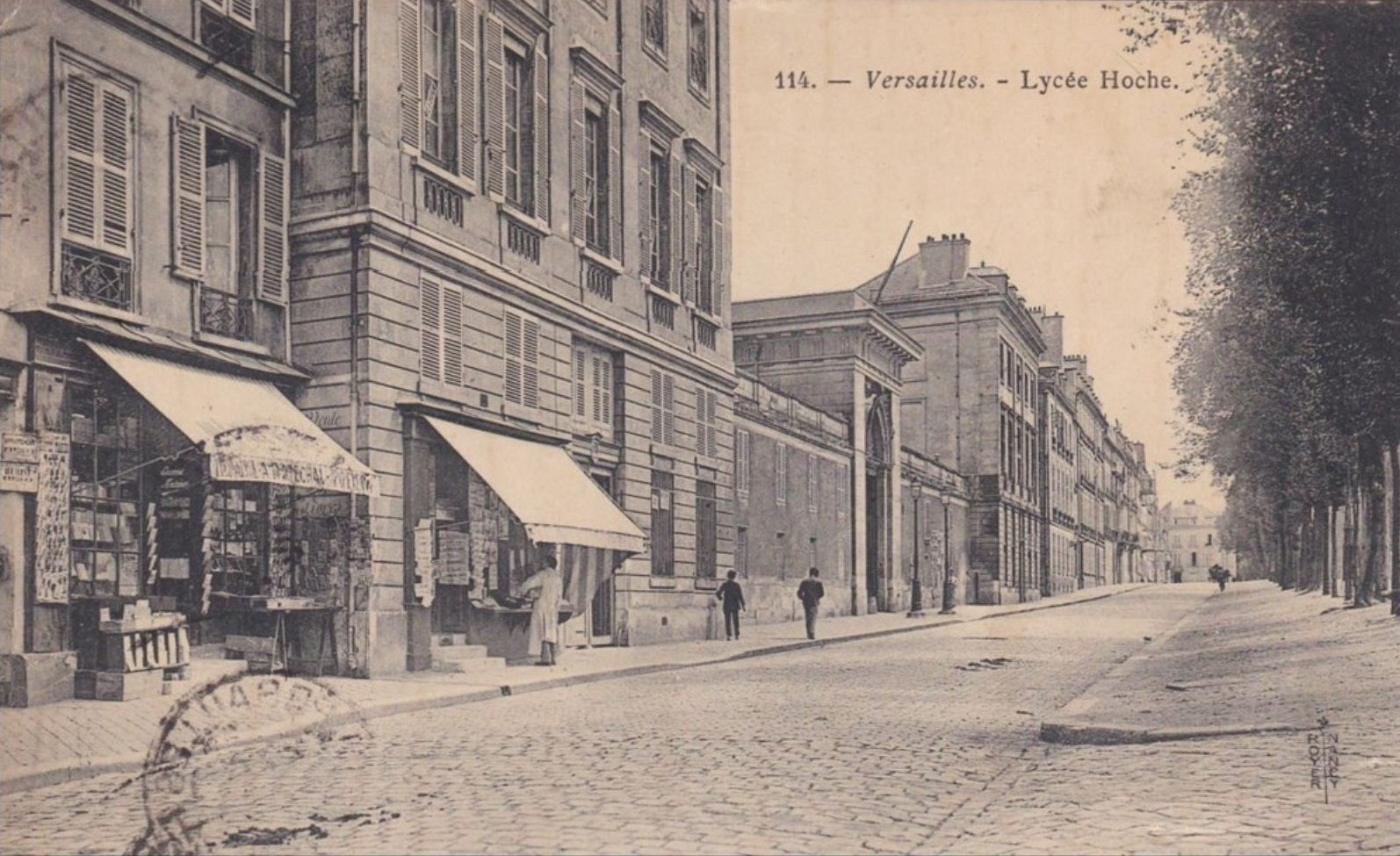
Librairie papeterie Maréchal et façade du lycée Hoche sur l'avenue de Saint-Cloud (carte postale du début du XXe siècle).

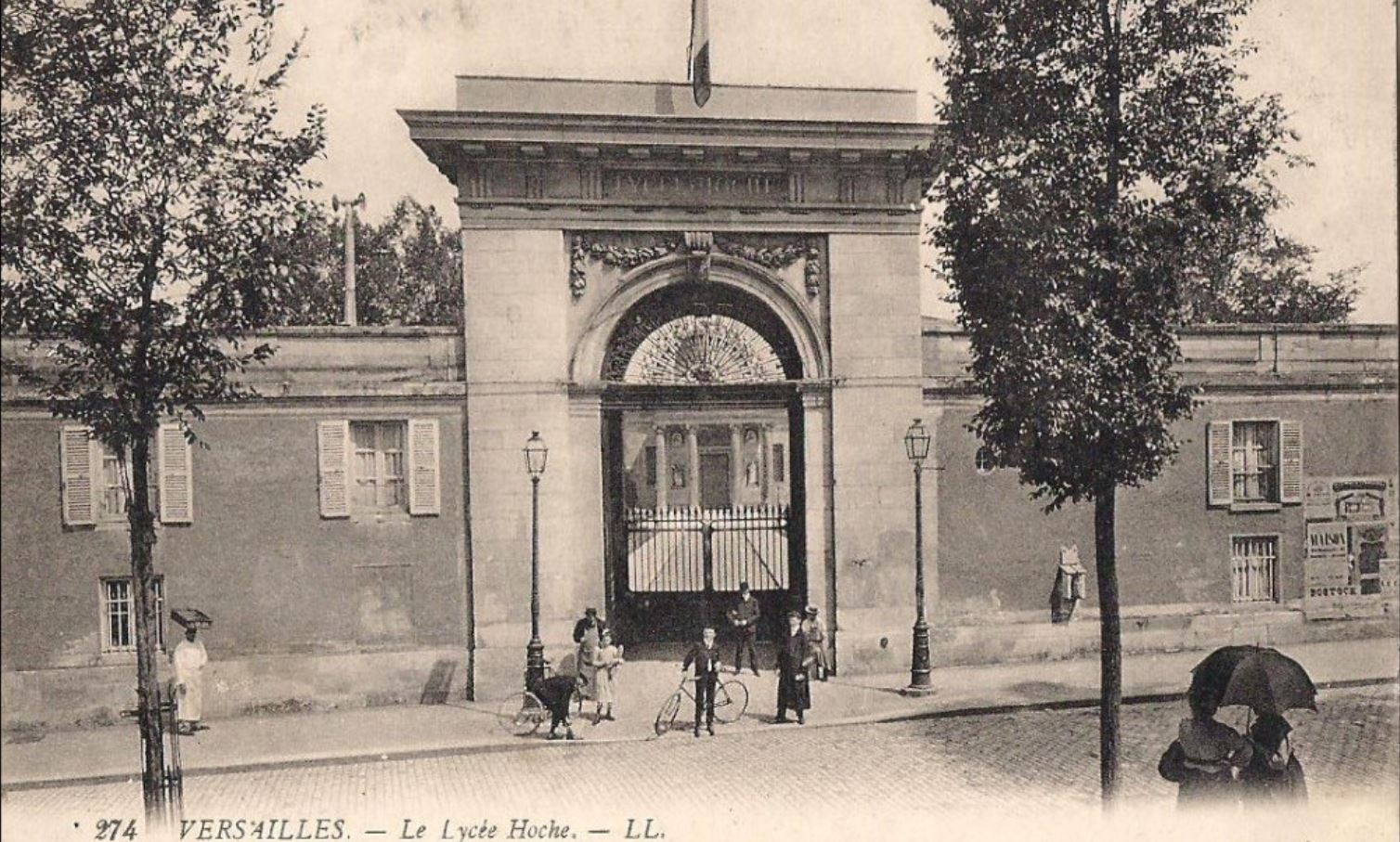
L'entrée du lycée Hoche (carte postale du début du XXe siècle).

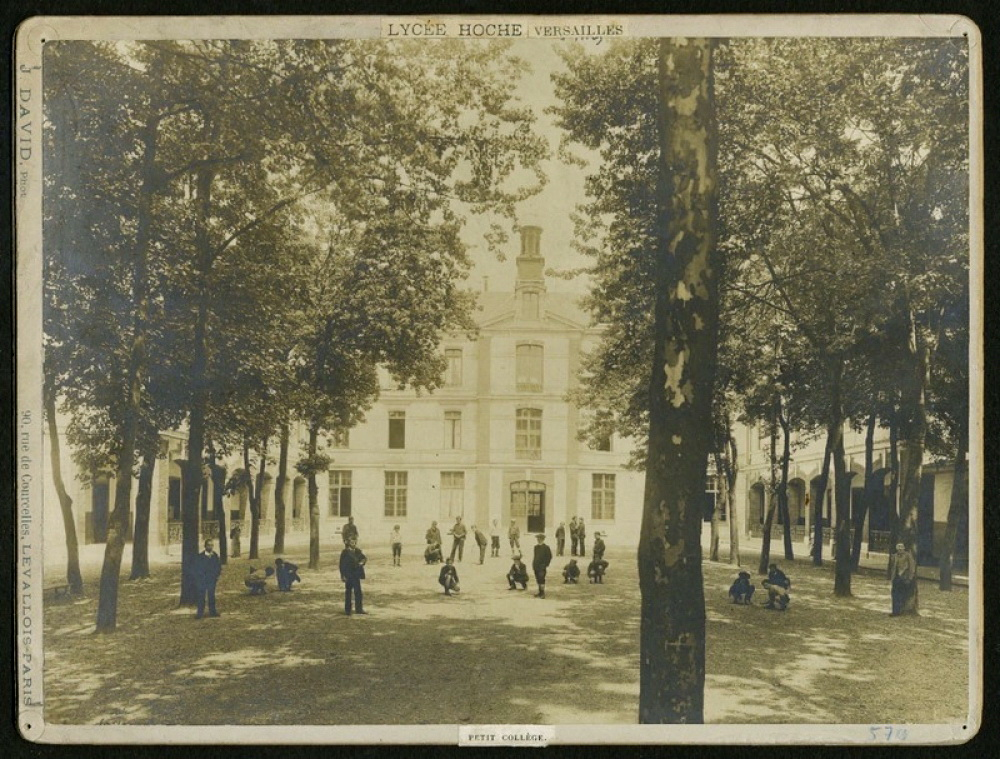
Le petit collège, photographié par Jules David, ca. 1880-1900.

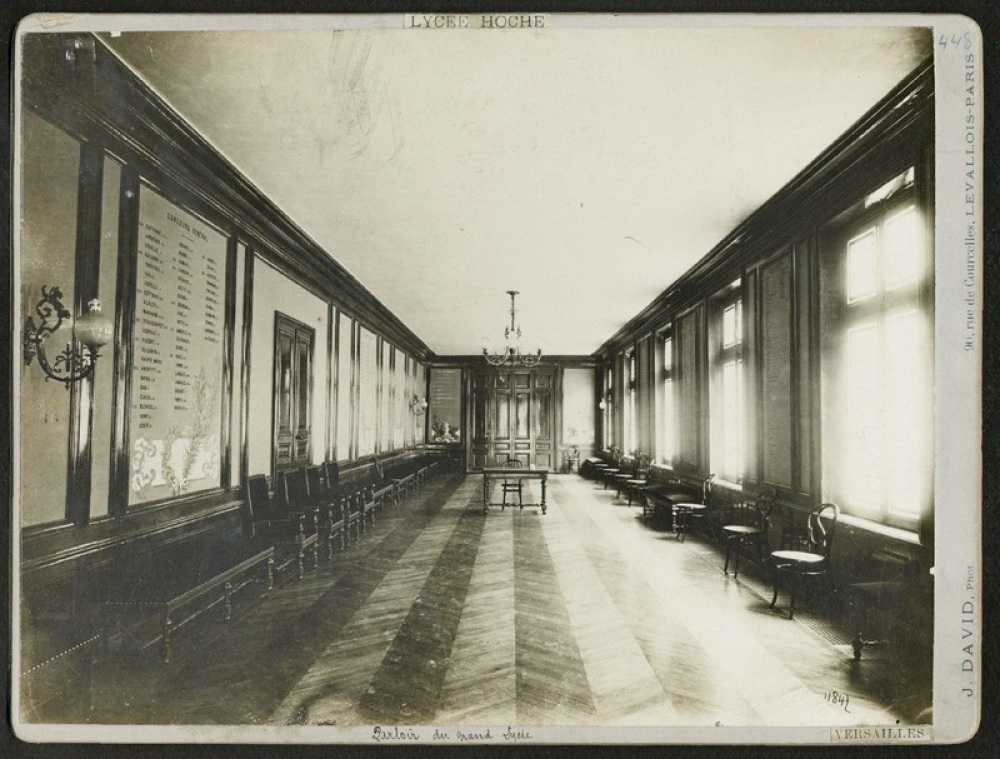
Le parloir, photographié par Jules David, ca. 1880-1900.

Le lycée s'est vu attribuer, après la nationalisation des biens du clergé au cours de la Révolution française, les bâtiments du couvent de la Reine à Versailles.
Construit entre 1767 et 1772 sous la direction de l’architecte Richard Mique, ce couvent de chanoinesses de Saint-Augustin avait déjà une mission d’enseignement, puisque les religieuses y prenaient en charge l’éducation des jeunes filles issues des familles des serviteurs de la cour.
La rentrée des premières pensionnaires s’effectue le 1er janvier 1773. Le couvent héberge en permanence 80 pensionnaires, 383 pensionnaires passeront par l’institution de 1772 à 1789. La qualité de l’enseignement en fait pour l’époque un succès considérable. Les religieuses devront cependant constamment résister pour conserver la volonté de la fondatrice et accueilleront peu de jeunes filles de la grande noblesse.
Le succès de l’établissement prend fin après vingt années, avec le départ de Versailles de la famille royale en octobre 1789.
- Un inventaire des biens est ordonné en 1790, après la mise à disposition de la Nation des biens du clergé.
- La congrégation abandonne définitivement le couvent en 1792.
- En 1793, la chapelle est occupée par la 2e section de la section versaillaise de la Société des Droits de l’Homme.
- En 1794, elle devient hôpital militaire.
- De 1795 à 1800, l’établissement reste inoccupé et sert d’entrepôt à grains et à fourrages.
- En 1800, elle redevient un hôpital militaire succursale des Invalides.
- En 1801, après la fermeture de l’École centrale du département, la ville de Versailles souhaite la création d’un lycée pour offrir des facilités scolaires aux riches familles étrangères habitantes.
- Le consulat crée 30 lycées en France le 22 novembre 1802.
- Par décret consulaire du 1er vendémiaire an XII (24 septembre 1803), l’ancien couvent devient un lycée.
- Le 23 octobre 1804, le préfet de Versailles obtient l’ouverture du lycée.
- Son premier proviseur, Dieudonné Thiébault, est chargé de remettre en état les bâtiments dévastés. Trois années sont nécessaires pour mener à bien cette tâche.
- Par décret impérial de Posen (aujourd’hui Poznań, en Pologne) du 7 mai 1806, le lycée devient lycée impérial. Le 15 décembre 1806 sont nommés les treize premiers professeurs et les 150 premiers élèves.
- Le 2 mai 1807, a lieu l’inauguration officielle de l’établissement, avec l’ouverture aux premiers lycéens.
- En 1809, par le décret impérial de Schönbrunn (Vienne), le lycée de Versailles devient l’un des huit lycées de première classe de l’Empire. Cette reconnaissance témoigne des premiers succès scolaires des élèves, deux d’entre eux étant entrés cette année-là à Polytechnique.
- En 1819, le lycée de Versailles, assimilé aux lycées parisiens, peut participer au concours général.

Le lycée compte plus de 500 élèves sous le provisorat de M. Théry, et est intégré aux Collèges Royaux de Paris qui développent des classes préparatoires aux grandes écoles en 1819.
En 1848-1849, Ernest Renan vient suppléer en philosophie le professeur Ernest Bersot.
En 1888, le lycée est appelé lycée Hoche, en mémoire du général révolutionnaire Lazare Hoche, né à Versailles.
Entre 1914 et 1919, le petit lycée Hoche est un hôpital militaire géré par la Croix-Rouge.
En 2003, plusieurs hommes politiques et entrepreneurs du bâtiment furent condamnés par la cour d'appel de Versailles pour avoir truqué des marchés publics portant sur le lycée Hoche. Cette condamnation fut confirmée en 2004 par la Cour de cassation. En 2011, l'intendante du lycée fut condamnée pour harcèlement moral sur quatre des employées du lycée, ainsi qu'à 11 000 € d'amende.

### Surnom populaire
Le lycée était traditionnellement surnommé « Baz Hoche » par ses élèves de classes préparatoires. Ce nom figurait notamment sur le khâlot fièrement arboré par les élèves. Cette tradition tend à disparaître[réf. nécessaire].

## Le lycée auXXesiècle

### Initiatives pédagogiques et technologiques

#### Années 1970
En 1974, dans un objectif novateur d'initiation à l'informatique des élèves et enseignants intéressés, le lycée Hoche de Versailles a fait partie de l'opération ministérielle dite « Expérience des 58 lycées » : utilisation de logiciels et enseignement du langage de programmation LSE, en club informatique de lycée, pour 58 établissements de l’enseignement secondaire, en France. À cet effet, dans une première phase, quelques professeurs du lycée, enseignants de diverses disciplines, furent préalablement formés de manière lourde à la programmation informatique. L'établissement fut alors doté, dans une seconde phase, d'un ensemble informatique en temps partagé comprenant initialement : un mini-ordinateur français Télémécanique T1600 avec disque dur, un lecteur de disquettes 8 pouces, plusieurs terminaux écrans claviers Sintra TTE, un téléimprimeur Teletype ASR-33 (en) et le langage LSE implémenté ; tous ces moyens ayant permis la mise en œuvre de cette démarche expérimentale sur le terrain, avec du matériel informatique ultra-moderne pour l'époque.

## Le lycée aujourd'hui
Le lycée accueille des élèves du collège aux classes préparatoires. Il offre à ses élèves du lycée une filière générale avec toutes les spécialités, à l'exception de : Littérature, Langues et Cultures de l'Antiquité et Langues, Littératures et Cultures étrangères. Il propose aussi à ses étudiants de classes préparatoires deux filières : Scientifique (spécialisation MP, PSI, PC ou BCPST) ou Économique et Commerciale (spécialisation ECE ou ECS).
Aujourd'hui le lycée Hoche de Versailles assure des cours pour les collégiens du secteur, les lycéens admis sur dossier et les prépas. Les locaux du lycée, entièrement rénovés, représentent la richesse culturelle de Versailles avec les bâtiments conventuels et la chapelle restitués dans la disposition voulue initialement par Richard Mique. Cette dernière conserve la peinture La Crucifixion (1626) d'Aubin Vouet.

### Classement du lycée
En 2022, le lycée se classe 45e sur 193 au niveau académique et 412e sur 2315 au niveau national selon L'Étudiant. Ces classements ont, d'après l'émetteur, été établis sur cinq critères : le taux de réussite au bac, la capacité à faire progresser les élèves, la capacité à conserver les élèves, le taux de mention et la capacité à faire briller les élèves.
En 2018, le lycée se classe 3e sur 53 au niveau départemental quant à la qualité d'enseignement, et 20e sur 2277 au niveau national selon L'Express. Ces classements sont établis sur trois critères : le taux de réussite au bac, la proportion d'élèves de première qui obtiennent le baccalauréat en ayant fait les deux dernières années de leur scolarité dans l'établissement, et la valeur ajoutée (calculée à partir de l'origine sociale des élèves, de leur âge et de leurs résultats au diplôme national du brevet).
Un autre classement datant de 2015 le place 1er sur 1501 au niveau national, ex æquo avec le lycée Henri-IV et le lycée Louis-le-Grand. Ce classement est établi sur quatre critères : le taux de réussite au bac, la capacité à faire progresser les élèves, le taux d'accès de la première à la terminale, et la stabilité du lycée dans les classements des deux années précédentes. Tout lycée présentant moins de 60 % d’élèves en série générale ou 50 élèves a été exclu de ce classement (soit 800 lycées au niveau national).

### Bâtiments
Il existe quatre bâtiments distincts :
- Le bâtiment S (bâtiment des sciences) où se trouvent les salles de cours et de TP de sciences de la vie et de la Terre, de sciences physiques et de chimie pour les classes du collège, du lycée et des CPGE. Dans ce bâtiment, il y a aussi au sous-sol une salle de gymnastique, d'acrosport, de tennis de table et de danse ainsi qu'un grand gymnase multi-sport (volley, basket, badminton…).
- Le bâtiment C (ancien couvent de la Reine) loge les salles de français, de langues vivantes et de mathématiques du collège et du lycée. Au sein de ce batiment, se trouve aussi le CDI du collège et les permanences du collège et du lycée. Il y a les bureaux des vies scolaires du collège et lycée, le bureau de la CPE collège et de la CPE 1re S et terminale, ainsi que le secrétariat du Proviseur. Enfin, il y a l'intendance. Au sous-sol, se trouvent une salle informatique, une salle de musculation ainsi que deux serveurs informatiques protégés.
- Le bâtiment D qui loge les cours d'histoire, de géographie, d'éducation morale et civique, de sciences économiques et sociales, l'internat et les salles de classe des CPGE. Dans le bâtiment D, on trouve aussi le réfectoire du lycée Hoche, le CDI du lycée et des CPGE, l'infirmerie, le bureau des CPE de seconde, 1re ES et classes préparatoires ainsi que des salles d'examens.
- Le bâtiment B (bâtiment des arts) qui renferme les salles d'arts plastiques, de musique et du club informatique du lycée.

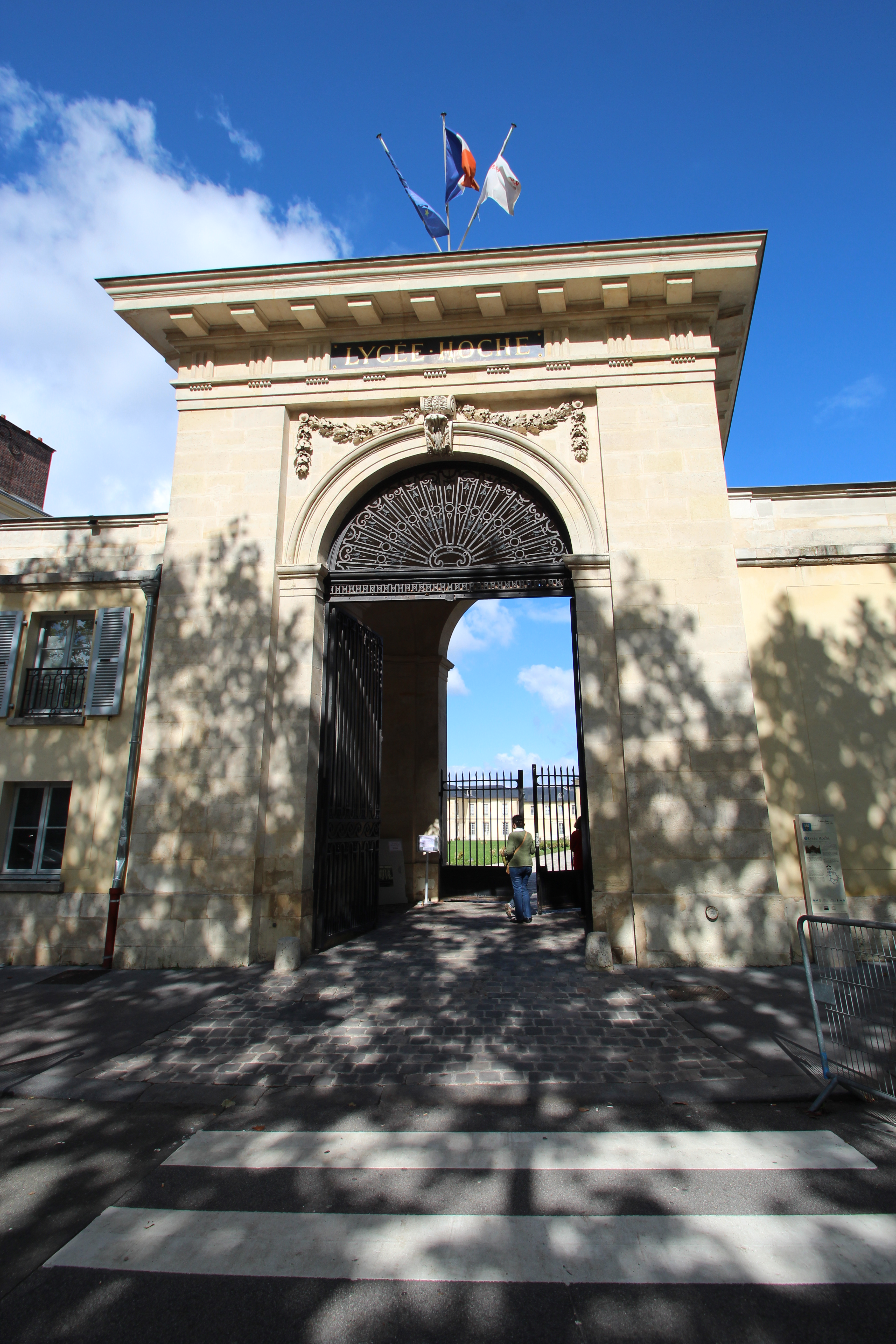
Portail du lycée Hoche sur l'avenue de Saint-Cloud.
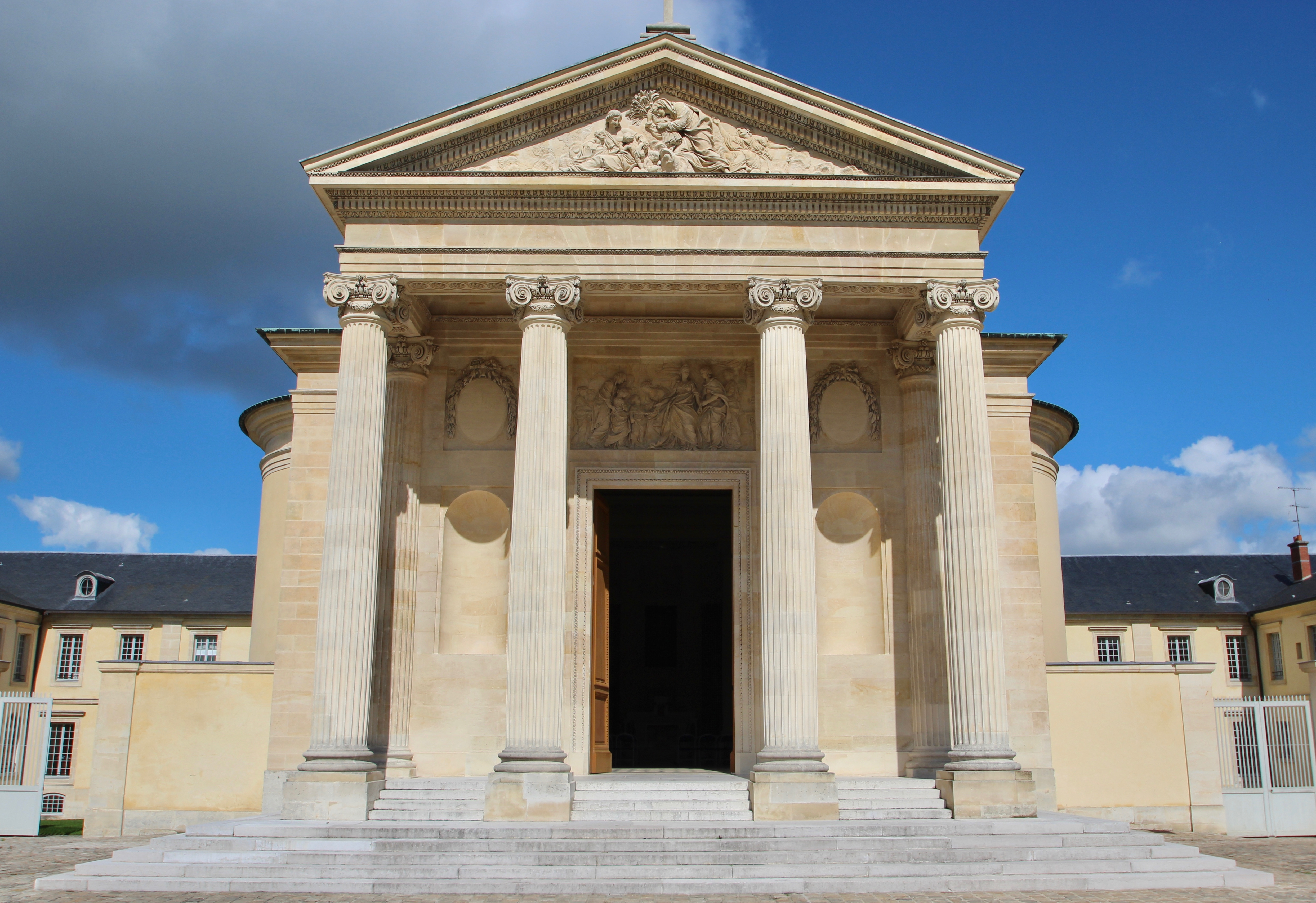
Façade de la chapelle du lycée.

### Collège Hoche
Le collège Hoche accueille cinq classes de sixième, de quatrième et de troisième, ainsi que six classes en cinquième.
Ouvert aux secteurs avoisinants, il n’y a plus de sélection pour y entrer. Le taux de réussite au diplôme national du brevet (DNB) y était de 91,5 % en 2009 avec 11 élèves refusés sur 130.

### Lycée Hoche
Le lycée Hoche recrute ses élèves sur dossier dès l'entrée en seconde. Il propose une filière générale avec toutes les spécialités à l'exception : Littérature, Langues et Cultures de l'Antiquité et Langues, Littératures et Cultures étrangères. Pour arriver à ce niveau, il faut faire partie du meilleur quart d'élèves d'une classe de troisième à Hoche, et des trois meilleurs d'une classe d'un autre collège (à Versailles autant qu'à Marseille).

### Classes préparatoires aux grandes écoles
Le lycée Hoche accueille des classes préparatoires scientifiques (MP, PC, PSI et BCPST), et économiques et commerciales (ECG, anciennement ECE et ECS). Un internat est disponible pour une partie des élèves.
Classements des CPGE
Le classement national des classes préparatoires aux grandes écoles (CPGE) se fait en fonction du taux d'admission des élèves dans les grandes écoles.
En 2018, L'Étudiant donnait le classement suivant pour les concours de 2017 :
| Filière | Élèves admis dans une grande école* | Taux d'admission* | Taux moyen sur 5 ans | Classement national | Évolution sur un an |
| --- | ----------------------------------- | ----------------- | -------------------- | ------------------- | ------------------- |
| ECE | 11 / 44 élèves                      | 25 %              | 19 %                 | 12e sur 105         | 10                  |
| ECS | 24 / 47 élèves                      | 51 %              | 54 %                 | 8e sur 91           | 1                   |
| MP / MP* | 44 / 78 élèves                      | 56 %              | 54 %                 | 4e sur 113          | 1                   |
| PC / PC* | 36 / 73 élèves                      | 49 %              | 48 %                 | 5e sur 106          | =                   |
| PSI / PSI* | 36 / 42 élèves                      | 86 %              | 89 %                 | 2e sur 118          | 1                   |
| BCPST | 59 / 93 élèves                      | 63 %              | 64 %                 | 9e sur 54           | 4                   |
| Source : Classement 2018 des prépas - L'Étudiant (Concours de 2017). * le taux d'admission dépend des grandes écoles retenues par l'étude. En filières ECE et ECS, ce sont HEC, ESSEC, et l'ESCP. Pour les khâgnes, ce sont l'ENSAE, l'ENC, les 4 ENS, et 5 écoles de commerce (HEC, ESSEC, ESCP, EM Lyon et EDHEC). En filières scientifiques, ce sont un panier de 11 à 17 écoles d'ingénieurs qui ont été retenus selon la filière (MP, PC, PSI, PT ou BCPST). |                                     |                   |                      |                     |                     |

## Associations et activités

### Parlement Hoche
Parlement Hoche est une association dirigée par Charles-Antoine Albisetti et Line Moussa, créée en 2018. Ce projet vise à encourager l'engagement citoyen et la compréhension des institutions démocratiques. Il organise des visites institutionnelles (Assemblée nationale, Sénat, Conseil d'État, Conseil constitutionnel, CESE), afin de familiariser les lycéens avec le fonctionnement des structures politiques, ainsi que des débats et conférences. Ces événements accueillent des personnalités politiques, comme François Hollande et Amélie de Montchalin.

### Maison des Lycéens (MDL) du Lycée Hoche
Le foyer socio-éducatif est une association administrée par des élèves, des parents d'élèves et l'administration du lycée. Il donne lieu à de nombreuses activités scientifiques, culturelles et artistiques. Il favorise l'apprentissage de la vie civique et de la prise de responsabilité.
Il est possible de noter par exemple la présence du club info qui a donné lieu à un projet de jeu « Virtual Hoche » qui reprend le concept de jeux comme Myst ou Versailles à l'intérieur du lycée Hoche.
Le foyer socio-éducatif du lycée Hoche donne lieu régulièrement à des réalisations remarquées, dont certaines sont primées au niveau national (voir infra le site du foyer socio-éducatif). En 2020, il est remplacé par la MDL (Maison des lycéens).

### Club informatique du lycée Hoche (CIH)
Créé dans les années 1990, le club informatique de ce lycée est géré par un président et un vice-président, nommé tous les ans par les anciens détenteurs du rôle. Cette association est financée par le biais de la Maison des lycées. On peut y trouver du matériel informatique et des ordinateurs, accessibles en libre accès, pour faire des tâches de construction ou de programmation.

### Interact Hoche
Créée en 2014 avec l'aide du Rotary et du Rotaract de Versailles, Interact Hoche est une association du Lycée Hoche. Elle est ouverte à tous les élèves de la Seconde à la Terminale. Cette association humanitaire organise des actions qui ont pour but d'aider les personnes qui ont besoin d'aide que ce soit pour des raisons médicales, de logement, migratoires… L'association et ses 40 membres permanents organise donc tout au long de l'année scolaire des actions. Interact Hoche fait surtout deux types d'actions :
- Le premier type d'action consiste à récolter des fonds qui sont reversés à de plus grandes associations comme la Croix-Rouge, SOS Méditerranée, L'ordre de Malte, L'étoile de Martin qui pourront directement aider des personnes du monde entier… Ces actions sont souvent des ventes de gâteaux, de croissants…
- Le deuxième genre d'action est plus direct, des membres de l’association se rendent sur le terrain pour aider les personnes. Par exemple, chaque semaine, des membres d'Interact Hoche se rendent à l'Hôpital Gérontologique et Médico-Social de Plaisir dans le but de distraire les personnes âgées, en jouant de la musique, en étant à leur côté.

### Association sportive, Hoche Athletic Club
Comme la plupart des établissements secondaires, le lycée possède une association sportive pour les collégiens et lycéens, dans divers sports. Cette association sportive hérite du Hoche Athletic Club, créé dans les années 1950-1960, qui s'est rapidement hissé à un bon niveau académique dans plusieurs disciplines athlétiques.

## Personnalités liées au lycée

### Élèves
L'Association amicale des anciens élèves du collège et du lycée de Versailles a été fondée au milieu du XIXe siècle et reconnue d'utilité publique par décret impérial du 1er février 1868. Tout ancien élève du lycée Hoche peut faire partie de cette association. En plus de sa mission d'entretien de relations amicales et solidaires, de sa contribution à la prospérité du lycée, l'amicale entretient le souvenir de ses anciens les plus illustres.
- le président du Mexique Francisco I. Madero
- le vice-président de l'Assemblée nationale Gaston Gerville-Réache (1904-1905)
- le ministre tunisien Saïd Aïdi[26]
- le germaniste Charles Andler[27]
- le politologue Raymond Aron[28]
- le président directeur général du groupe Safran, Jean-Paul Béchat[29]
- le chimiste Alain Berton[réf. nécessaire]
- l'acteur et réalisateur Didier Bourdon (Les Inconnus)[30]
- le paléoanthropologue Michel Brunet[30]
- le journaliste Patrice Burnat[réf. nécessaire]
- le dessinateur Cabu[31]
- le mathématicien Henri Cartan[30]
- le philosophe Jacques Chevalier[32]
- le président de la République Jacques Chirac (collège de St Cloud)[33]
- l'aviateur Pierre Clostermann[30]
- le réalisateur Cyril Collard[34]
- le journaliste Jean-Marie Colombani[30]
- l'administrateur civil Jean-Dominique Comolli[35]
- l'écrivain Georges Darien[30]
- le navigateur Tanguy de Lamotte[36]
- le maire de Versailles François de Mazières[37]
- le président directeur général du groupe Eutelsat, Michel de Rosen[38]
- l'entrepreneur Barthélemy Prosper Enfantin[réf. nécessaire]
- l'écrivain Claude Faraggi[réf. nécessaire]
- l'auteur Christophe Ferré[39]
- le maréchal Louis Franchet d'Espèrey[réf. nécessaire]
- l'écrivain et voyageur Cédric Gras[réf. souhaitée]
- Mgr Henri Gufflet, évêque de Limoges
- l'historien Louis Halphen[28]
- Mgr Thierry Jordan, archevêque de Reims[40]
- le chimiste Marc Julia[41]
- la journaliste et écrivain Annette Kahn[30]
- le peintre nabi Georges Lacombe[42]
- l'écrivain Sébastien Lapaque[43]
- l'homme politique Claude Lemaître-Basset[réf. nécessaire]
- le diplomate Jacques Leprette[44]
- l'anthropologue Claude Lévi-Strauss[28]
- le physicien Jules Antoine Lissajous[30]
- le général Charles Mangin[30]
- l'helléniste Georges Mathieu[réf. nécessaire]
- le peintre Georges Mathieu[45]
- le romancier et réalisateur Olivier Megaton[30]
- l'écrivain Régis Messac[30]
- le journaliste Philippe Meyer[30]
- le général Philippe Morillon[30]
- l'historien Pierre Pascal[46]
- les membres du groupe musical Phoenix : Deck D'Arcy, Thomas Mars et Christian Mazzalai[47]
- le rugbyman international Louis Picamoles[30]
- le général Christian Piquemal[48]
- l'acteur et réalisateur Bruno Podalydès[49]
- l'acteur Denis Podalydès[33]
- le poète Jean-Luc Pouliquen[50]
- le biologiste Yvan Rahbé[réf. nécessaire]
- le communard Raoul Rigault[réf. nécessaire]
- l'homme d'affaires Louis Schweitzer[30]
- le journaliste et écrivain Antoine Silber[51]
- l'avocat et maire de Versailles Henri-Frédéric Simon[réf. nécessaire]
- le président directeur général du groupe Air France-KLM, Jean-Cyril Spinetta[52]
- le peintre Louis Valtat[53]
- la romancière Marie Vareille[réf. nécessaire]
- l'écrivain Boris Vian[28], inventeur de l'expression et lycée de Versailles (pour et vice-versa)
- le mathématicien Wendelin Werner[54]
- José Santos Zelaya, président du Nicaragua de 1893 à 1909[55]
- l'ornithologue et écologue Philippe J. Dubois
- l'historien Antoine Lilti[56]

### Proviseurs
- 1733-1807 : Dieudonné Thiébault
- 1756-1826 : Pierre-Antoine Robert de Saint-Vincent (auparavant proviseur du lycée de Caen de 1810 à 1812)
- 1864-1865 : Fleury
- 1902-1905 : Suerus
- 1905-1919 : Gustave Friteau
- 19..-1932 : Léon Orange
- 1932-1937 : Armand Hatoux
- 1937-1938 : Chattelun
- 1974-1979 : M. Pouessel
- 2008-2016 : Loïc Toussaint de Quiévrecourt
- 2016-2017 : Isabelle Bourhis
- 2017 : Stéphane François
- 2017-2024 : Guy Seguin
- Depuis 2024 : Barbara Chappe